# ASK Elektra Wien
Athletic Sportklub Koma Elektra ist ein Fußballverein aus dem Bezirk Leopoldstadt der österreichischen Bundeshauptstadt Wien. Der Verein ging 2013 aus einer Fusion des FS Elektra mit dem 1984 gegründeten AS Koma hervor. Höhepunkt der Vereinsgeschichte des Vorgängers war die Saison 1950/51, die Elektra in der damaligen ersten Liga, der Staatsliga A, verbrachte. Danach setzte ein Abstieg bis in die untersten Amateurbereiche ein.

## Gründungsgeschichte
Der Verein wurde im Jahre 1921 von Angestellten des Kraftwerkes Engerthstraße in Wien als Sportclub Elektra Wien mit den Vereinsfarben rot-weiß gegründet. 1923 wurde in der heutigen Kafkastraße der erste Fußballplatz der Elektra eröffnet. Von 1921 bis 1924 war der Verein Mitglied des Allgemeinen Fußballverbandes, dem Vorläufer des heutigen WFV. 1924 beschlossen die Verantwortlichen des SC Elektra in den neu gegründeten Verband-Arbeiter-Fußball-Österreich (kurz VAFÖ) überzutreten und blieben dort bis zu dessen Auflösung 1934. Neben dem SC Elektra Wien (Kraftwerk II, Engerthstraße) gab es zu dieser Zeit auch noch die E-Werksvereine SC E-Werk IX (Direktion IX, Mariannengasse) und SC E-Werk XI (Kraftwerk XI, Simmering). 1932 erfolgte auf Wunsch der Bedienstetenvertretung schließlich die Fusion dieser drei Vereine zum Kultur- und Sportverein der Wiener Elektrizitätswerke. Die Fußballsektion des Sportvereines trat ab diesem Zeitpunkt als SC E-Werk Wien auf. Bedingt durch die Fusion der drei Vereine verfügte der SC E-Werk nunmehr über drei Fußballplätze, den Elektraplatz in der Kafkastraße (damals Josef-Christ-Gasse), den E-Werk IX-Platz in Engerthstraße und den E-Werk XI-Platz (den heutigen Mautnerplatz) in der Haidestraße.
Der Beginn der 1930er Jahre verlief für den Verein sehr turbulent. Nach der Auflösung des VAFÖ musste der SC E-Werk 1934 kurzzeitig seinen Spielbetrieb einstellen, durfte jedoch 1935 bereits in der 2. Klasse des WFV antreten. Auf Grund der damaligen politischen Verhältnisse und des Naheverhältnisses des Vereines und seiner Spieler zur Sozialdemokratie wurde der SC E-Werk aufgelöst.

## Wiedergründung 1945

Logo des FS Elektra Wien

Bereits 1945, sofort nach Kriegsende, fanden sich viele alte Vereinsmitglieder zusammen und reaktivierten den SC E-Werk Wien unter seinem alten Namen. Die Neugründung und die Aufnahme des Spielbetriebs gestalteten sich jedoch schwierig, da fast keine Spieler mehr vorhanden waren. Trotzdem schaffte es der SC E-Werk Wien 1946 wieder, eine komplette Mannschaft für die Saison in der 2. Wiener Klasse auf die Beine zu stellen. Es folgten die erfolgreichsten Jahre des E-Werk-Vereines. 1948 wurde die Umbenennung der Fußballsektion des KSV der Wiener Elektrizitätswerke in FS Elektra Wien beschlossen. Nachdem 1949 der Meistertitel in der 2. Klasse B errungen wurde, folgte bereits ein Jahr später der Titel in der Wiener Liga und damit verbunden der Aufstieg in die Österreichische Fußball-Staatsliga. Der Verein vermochte sich zwar nicht in der obersten österreichischen Spielklasse zu halten, konnte von nun an aber zumindest behaupten, einmal erstklassig gewesen zu sein. Mit drei Siegen und einem Remis erreichte der FS Elektra nur den 13. und letzten Rang und stieg damit in die Staatsliga B ab. Auch dort erreichte man nur den zwölften Rang und spielte daraufhin wieder eine Klasse tiefer in der Wiener Liga. – In den letzten Saisonen der Staatsliga B, 1957/58 und 1958/59, war man wieder – dank des Titels in der Wiener Liga 1956/57 – dort vertreten (erreichte die Ränge 6 und 10). Nach Einführung der Regionalliga Ost ab 1959/60 war Elektra dort zunächst recht gut platziert. 1962/63 wurde die Mannschaft mit 35 Zählern punktgleich mit Meister 1. Wiener Neustädter SC Zweiter, wobei der Titel durch 2 Niederlagen in den letzten beiden Runden verpasst wurde und man dabei durch das 0:2 beim SC Eisenstadt (der sich dadurch selbst vor dem Abstieg rettete) in der letzten Runde am 16. Juni den gleichzeitigen Wr. Neustädter Umfaller (0:4 beim Kremser SC) nicht nützen konnte (Quelle: Internetseite „Fußball in Österreich“ und „Arbeiterzeitung Wien“ vom 18. Juni). Das Direktduell in der 21. Runde war mit 3:1 an Elektra gegangen. – Auch danach gab es großteils ansprechende Platzierungen, 1966/67 war es ein (erneuter) 5. Rang, doch in der darauffolgenden Saison bedeutete der 13. Platz den Abstieg. Es gelang gleich der Wiederaufstieg, doch schon 1970/71 hieß es, diesmal als Drittletzter, neuerlich Abstieg. Diesmal gab es danach keinen Wiederaufstieg – und die große Reform nach der Saison 1973/74 ließ auch keinen Wiederaufstieg zu. Trotzdem war das Erreichen der dritten Pokalrunde in der Saison 1973/74, als Angehöriger der Wiener Liga, ein weiterer Meilenstein in der Geschichte der E-Werks-Sportler: Nach einem 2:1-Erfolg gegen SV Admira Wiener Neustadt kickte der FS Elektra Wien auch den First Vienna FC 1894 mit einem 2:1-Sieg aus dem Bewerb. In der dritten Runde verlor die Elektra gegen die Mannschaft des österreichischen Rekordmeisters SK Rapid Wien nach einem beherzten Spiel knapp mit 1:2.
Ab 1975/76 spielte man wieder in der RL Ost, die nun nur mehr die dritthöchste Leistungsstufe in Österreich war. Doch als 14. (Vorletzter) stieg man 1977/78 in die Wiener Liga ab, und auch in dieser konnte man sich nicht auf Dauer halten.
Nach der Saison 2012/13 fusionierte der Verein mit dem 1984 gegründeten AS Koma und trat ab dann unter dem Namen ASK Elektra in der Wiener Oberliga B an. Seit dem Meistertitel in der Oberliga B und dem damit verbundenen Aufstieg spielt man in der Wiener Stadtliga. Der Verein sieht sich als in Fortsetzung von Geschichte und Traditionen der AS Koma.
Am 7. Mai 2021 wurde bekannt gegeben, dass der Verein mit dem SC Team Wiener Linien zu TWL Elektra fusionieren wird.
Erfolge (Männer)
- Teilnahme Staatsliga A: 1950/51
- Teilnahme Staatsliga B: 1951/52
- Meister der Wiener Liga: 1950, 1957, 1970, 1975, 1982
- Meister der Unterliga B: 1985, 1992

## Frauenfußball
Mit Einführung der ersten österreichischen Frauenfußballmeisterschaft 1972/73, die damals noch vom Wiener Fußballverband ausgerichtet wurde, gründete der FS Elektra Wien auch eine Frauenfußballsektion. Die Damen der Elektra wurden dreifacher Österreichischer Meister, zweifacher Pokalsieger und Hallenmeister und stellten die Erfolge ihrer männlichen Kollegen damit in den Schatten. Diese Erfolge konnten jedoch nicht verhindern, dass die Sektion Frauenfußball 1981 wieder aufgelöst wurde.
Titel und Erfolge
- Österreichischer Meister: 1977, 1979, 1980
- Österreichischer Cupsieger: 1977, 1978
- Österreichischer Vizemeister: 1978
- Österreichischer Pokalfinalist: 1979, 1980